# Okiep
Okiep este un oraș din provincia Noord-Kaap, Africa de Sud.